# Greenair

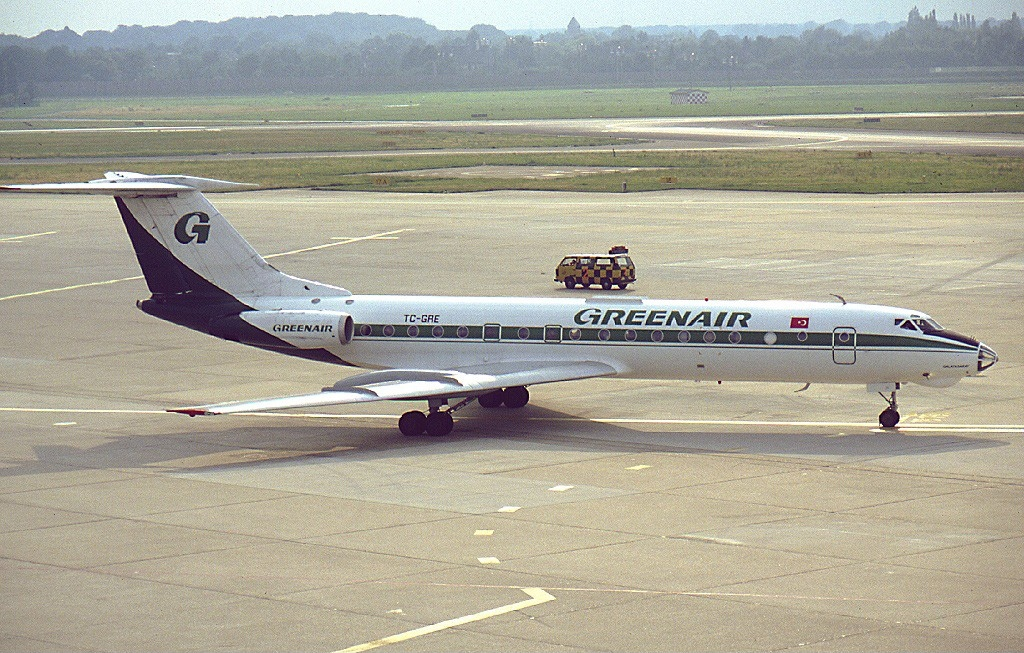
En Tupolev TU-134 i flygbolagets färger.

Greenair var ett flygbolag ifrån Turkiet som flög charterflyg till och från Turkiet. Bolaget grundades 1990 och utrustades med en flotta av flygplan inköpta från gamla Sovjetunionen. Bolaget började flyga en Tupolev Tu-134 och införskaffade senare en Tupolev Tu-154.
Bolaget erbjöd charterflygningar till Turkiet från olika destinationer i Tyskland och från Paris, London, Milano och Amsterdam. Verksamheten upphörde 1994. Flygningarna återupptogs för en kort period 1995 under namnet Active Air men upphörde för gott 1996.